# Mary Ann (chanson de Black Lace)
Pour les articles homonymes, voir Mary Ann.
Chansons représentant le Royaume-Uni au Concours Eurovision de la chanson
The Bad Old Days
(1978) Love Enough for Two
(1980)
Mary Ann est la chanson du groupe britannique Black Lace qui représente le Royaume-Uni au Concours Eurovision de la chanson 1979 à Jérusalem, en Israël.

## Eurovision 1979
La chanson est présentée en 1979 à la suite d'une sélection interne.
Elle participe directement à la finale du Concours Eurovision de la chanson 1979, le 31 mars 1979, le Royaume-Uni faisant partie du "Big 5".